# Niels Bukh
Niels Mortensen Bukh (ur. 15 czerwca 1880 w Sneibjerg, zm. 7 lipca 1950 w Egense) – duński instruktor wychowania fizycznego.
Zreformował gimnastykę szwedzką, tworząc gimnastykę opartą na ćwiczeniach bez przyrządów, o dużej zmienności tempa. Założył Wyższą Ludową Szkołę Gimnastyczną w Ollerup. Napisał pracę Gimnastyka podstawowa (wyd. pol. 1926).